# Sungai Brazza
Sungai Brazza är ett vattendrag i Indonesien.   Det ligger i provinsen Papua, i den östra delen av landet, 3 600 km öster om huvudstaden Jakarta.